# Municipio de Ejutla de Crespo
El municipio de Heroica Ciudad de Ejutla de Crespo es uno de los 570 municipios en que se encuentra dividido el estado mexicano de Oaxaca. Se localiza en la parte central del estado. La cabecera es Ejutla de Crespo. Otras localidades importantes incluyen el Arrogante, Justo Benítez, Barranca Larga, La Ermita, La Escalera, Hacienda Vieja, Monte del Toro, La Noria de Ortiz, La Noria, Nuevo Venustiano Carranza, Los Ocotes, Rinconada de San Diego, San Joaquín, San José de las Huertas, San Juan Coatecas Bajas, San Juan Logolava, San Matías Chilazoa, Santa Cruz Nexila, Santa Martha Chichihualtepec, El Sauz, San Isidro del Camino, Zoritana, Yogoseve, Puga y Colmenares (el Vergel), La Cieneguilla, La Lobera, Peña Larga y El Copal.Su actual presidente municipal es Carlos Armando Díaz Jiménez.
El nombre "Ejutla" significa "donde abunda el ejote". Su apellido es para honrar al sacerdote Manuel Sabino Crespo. En el año 1524 se estableció el pueblo zapoteca de Ejutla pero hasta el año de 1866 se declaró "Heroica" al pueblo de Ejutla.
El municipio es parte de los valles centrales del Distrito de Ejutla entre los cerros El Mexicano y El Labrador. Su clima es templado, con una temperatura promedio de 20 °C. Entre las flores principales del municipio se encuentra la azucena y el girasol, así como plantas comestibles, quintonil y verdolaga, eucalipto, fresno, nogal, pino y jacaranda. La fauna incluye aves silvestres como el pato y ganso, animales salvajes como el jabalí y la ardilla, especies acuáticas como la trucha y mojarra y reptiles como la víbora de cascabel, víbora sorda y coralillo.
Cuenta con un grado de marginación medio ya que el 29 % de su población vive en la pobreza extrema.